# Abdulhadi Al-Khayat
Abdulhadi Muhammad Al-Khayat (arab. عبدالهادي  محمد الخياط; ur. 6 marca 1979 r.) – kuwejcki mistrz świata w kulturystyce, policjant oraz komandos.

## Życiorys
Przynależy do Międzynarodowej Federacji Kulturystyki i Fitnessu (IFBB), jest też członkiem Reprezentacji Kuwejtu w Kulturystyce. Karierę na szczeblu międzynarodowym rozpoczął w 2012 roku; udział w Mistrzostwach Arabii Saudyjskiej i Kataru w Kulturystyce przyniósł mu pierwsze miejsce na podium wśród zawodników o ciężkiej lub superciężkiej masie ciała. W 2013 podczas Mistrzostw Azji w Kulturystyce Amatorskiej został zwycięzcą w kategorii wagowej superciężkiej. Obronił ten tytuł rok później. W 2014 startował też w turnieju Arnold Classic America; w kategorii superciężkiej uplasował się na miejscu piątym. W 2015 wziął udział w Mistrzostwach Świata w Kulturystyce i Kulturystyce Klasycznej federacji IFBB. Zdobył złoto w kategorii mężczyzn powyżej 100 kg, został też generalnym zwycięzcą zawodów. Nim wystartował w Mistrzostwach Świata, postanowił także wziąć udział w zmaganiach Olympia Amateur w Liverpoolu. Odniósł sukces, zajmując pierwsze miejsce na podium wśród zawodników o masie ciała przekraczającej 100 kg; był też zwycięzcą ogólnym. Tego roku federacja IFBB przyznała mu kartę profesjonalnego kulturysty. Jest pierwszym profesjonalistą wśród kuwejckich kulturystów.
Na początku sierpnia 2016 startował w zawodach IFBB Tampa Pro. W kategorii ogólnej mężczyzn objął trzecie miejsce na podium, zdobywając brązowy medal.
Ukończył studia na kierunku infrastruktury telekomunikacyjnej. Mieszka w stolicy Kuwejtu. Trenuje w osławionej siłowni Oxygen Gym. Ma 178 cm wzrostu, jego waga oscyluje na pograniczu 105 i 120 kg. Pracuje jako policjant. Był srebrnym medalistą Policyjnych Mistrzostw w Kulturystyce, które odbyły się w Katarze w 2012. Ma syna, Muhammada.
W 2015 otrzymał angaż do roli Yousefa Rambu w filmie akcji Second Blood. Projekt zainspirowała seria filmów o Johnie Rambo, a Al-Khayat zadebiutował w nim jako aktor.
Na początku 2016 roku jako komandos został włączony do służb specjalnych Kuwejtu. Posiada stopień oficera.

## Wymiary
- wzrost: 178 cm[18]
- waga w sezonie zmagań sportowych: ok. 105 kg[18]
- waga poza sezonem zmagań sportowych: ok. 120 kg[18]
- biceps: ponad 50 cm[7]

## Osiągnięcia (wybór)
- 2012: Mistrzostwa Arabii Saudyjskiej i Kataru w Kulturystyce, kategoria ciężka/superciężka − I m-ce
- 2012: Policyjne Mistrzostwa w Kulturystyce, Katar, kategoria 90 kg+ − II m-ce
- 2013: Mistrzostwa Azji w Kulturystyce Amatorskiej, federacja IFBB, kategoria superciężka − I m-ce
- 2013: Mistrzostwa Azji w Kulturystyce Amatorskiej, federacja IFBB, kategoria klasyczna − IV m-ce
- 2013: Arnold Amateur, federacja IFBB, kategoria ciężka − XI m-ce
- 2013: Arnold Amateur, federacja IFBB, kategoria Classic Tall − IX m-ce
- 2014: Mistrzostwa Azji w Kulturystyce Amatorskiej, federacja IFBB, kategoria superciężka − I m-ce
- 2014: Mistrzostwa Azji w Kulturystyce Amatorskiej, federacja IFBB, tytuł Mr. Asia − III m-ce
- 2014: Arnold Classic America, kategoria superciężka − V m-ce
- 2015: Mistrzostwa Świata w Kulturystyce i Kulturystyce Klasycznej, federacja IFBB, kategoria 100 kg+ − I m-ce
- 2015: Mistrzostwa Świata w Kulturystyce i Kulturystyce Klasycznej, federacja IFBB − ogólne zwycięstwo
- 2015: Olympia Amateur, Liverpool, kategoria 100 kg+ − I m-ce
- 2015: Olympia Amateur, Liverpool − ogólne zwycięstwo
- 2016: Tampa Pro, federacja IFBB, kategoria ogólna − III m-ce

## Filmografia
- 2015: Rayakum shabab (رايكم شباب) (program telewizyjny)
- 2016: Second Blood jako Yousef Rambu
- 2018: Second Blood 2: Back in the Army jako Yousef Rambu